# Český Dub
Český Dub (niem. Böhmisch Aicha) − miasto w Czechach, w kraju libereckim.
Według danych z 31 grudnia 2003 powierzchnia miasta wynosiła 2 257 ha, a liczba jego mieszkańców 2 698 osób.

## Demografia
| Rok             | 1970  | 1980  | 1991  | 2001  | 2003  |
| --------------- | ----- | ----- | ----- | ----- | ----- |
| Liczba ludności | 2 987 | 2 952 | 2 904 | 2 847 | 2 698 |

Źródło: Czeski Urząd Statystyczny